# Zecharia Sitchin
Zecharia Sitchin (rusky Захария Ситчин, českým přepisem Zacharija Sitčin; 11. července 1920 Baku – 9. října 2010 New York) byl spisovatel propagující myšlenku mimozemského (vesmírného) původu lidstva. Sitchin tvrdil, že za vznikem starověké sumerské civilizace stáli „Anunnaki“, (nebo „Nefilim“) mimozemská rasa z ještě neobjevené planety našeho solárního systému – Nibiru. Tvrdil, že sumerská mytologie potvrzuje jeho teorie, přičemž tyto byly soustavně vyvraceny renomovanými vědci a historiky: Jeho kritici napadali hlavně Sitchinovy překlady sumerských textů a jeho fyzikální výklady. Zecharia Sitchin bezesporu patřil mezi nejvýznamnější záhadology 20. a počátku 21. století.

## Život
Narodil se v Baku, Sovětský svaz (Ázerbájdžán), vyrůstal v Palestině. Zde se naučil moderní a starověkou hebrejštinu, jiné semitské a evropské jazyky, historii a archeologii Blízkého východu. Vystudoval obor dějiny ekonomie na Londýnské univerzitě.
Pracoval mnoho let v Izraeli jako novinář a editor, poté žil a tvořil v New Yorku. Jeho knihy jsou překládány do většiny světových jazyků, do Braillova písma, a jsou citovány v rádiích a televizních programech.

## Teorie
Podle jeho výkladu sumerské kosmogonie existuje tzv. hypotetická planeta, putující po dlouhé, eliptické oběžné dráze; planeta projde vnitřní Sluneční soustavou zhruba každých 3600 let. Tato planeta se podle Sitchina jmenuje Nibiru (planeta spojovaná s Mardukem v babylonské astrologii). Planeta Nibiru se srazila s Tiamatem, jenž je další hypotetickou planetou, umísťovanou Sitchinem mezi Mars a Jupiter. Tato kolize dala vzniknout planetě Zemi, Pásu asteroidů a některým kometám. Tiamat je, jak je popisováno v Enûma Eliš, bohyně. Sitchin se ale domníval, že Tiamat by mohl být tím, co my dnes nazýváme planetou Zemí.
Když byl zasažen jedním z měsíců planety Nibiru, Tiamat se rozpadl na dvě části. Při dalším průniku Sluneční soustavou se Nibiru srazila s fragmenty předchozí kolize a jedna část Tiamatu vytvořila nynější Pás asteroidů. Druhá část byla kolizí odsunuta na novou orbitu a stala se planetou – Zemí. Tomuto scénáři však neodpovídá současná malá výstřednost oběžné dráhy Země: 0.0167. Zastánci jeho teorie naopak poukazují na velmi neobvyklou geomorfologii rané Země jako následek kolize vesmírných těles – např. pevný kontinent na jedné a obrovský oceán na druhé straně planety. I když toto je v souladu s teorií velkého impaktu pro vysvětlení původu Měsíce, tato událost se stala (podle odhadů) před cca 4,5 miliardou let a naprosto transformovala (zničila) předchozí povrch Země.
Jak uváděl, hypotetická planeta Nibiru byla domovem technologicky vysoce vyvinuté mimozemské rasy, podobné člověku, pojmenované Anunnaki v sumerské mytologii, či Nefilim v Bibli. Tvrdil, že Anunnaki poprvé dorazili na Zemi pravděpodobně před 450 000 lety. Hledali tu nerostné suroviny, hlavně zlato, které našli a těžili v Africe. Tito ,bohové‘ Anunnaki byli v podstatě kastou (hodností) a představiteli koloniální výpravy z Nibiru na planetu Zemi. Sitchin věřil, že Anunnaki geneticky vyvinuli druh Člověk moudrý: křížením mimozemských genů s geny Homo erectus. Výsledkem byla stvoření určená pro otrockou práci ve zlatonosných dolech. Podle Sitchina starověké nápisy popisují zrod lidské civilizace v Sumeru a Mezopotámii pod dozorem a vedením těchto ,bohů‘; lidští králové byli jmenováni jako prostředníci mezi Anunnaki a pozemšťany. Věřil, že spad z jaderných zbraní použitých ve válce mezi frakcemi mimozemšťanů je ,zlý vítr‘, který zničil město Ur okolo roku 2000 př. n. l. (Sitchin dokonce uváděl přesný rok 2024 př. n. l.), jak je uvedeno v tzv. lamentu Nářek nad zkázou města Ur. Sitchin tvrdil, že se jeho výzkum shoduje s řadou biblických textů, které byly často převzaty z původních sumerských mytologických textů.[zdroj?]
V době, kdy prováděl výzkumy pro své knihy, pouze odborníci byli schopni číst v sumerském jazyce. V současné době však můžete s použitím Sumerian Lexicon porovnat svůj překlad se Sitchinovým. Sitchinovy překlady jak samotných slov, tak větších celků byly a jsou napadány jako nepřesné.

### Genetika
Dále tvrdil, že některé neobvyklé lidské geny objevené roku 2001 nejsou důsledkem horizontálního přenosu genetické informace z bakterie, jak uvádí genetici, ale byly vloženy do lidského genomu mimozemšťany. Tento výzkum byl také napaden krátce po jeho zveřejnění.

## Knihy vydané včeštině
- Dvanáctá planeta (The 12th Planet, 1976), nakl. Ivo Železný, Praha, 1999 a Dobra, Praha 2006 – vznik sluneční soustavy, dvanáctá planeta – NIBIRU, přistání mimozemšťanů na Zemi, stvoření Adama, potopa světa
- Schody k nebesům (The Stairway to Heaven, 1980), nakl. Dobra, Praha, 2001 – odvěká touha lidí po nesmrtelnosti
- Války bohů a lidí (The Wars of Gods and Men, 1985), nakl. Dobra, Praha, 2001 – války u pyramid, atomové výbuchy nad Sinajským poloostrovem, zánik Sumeru
- Ztracené říše (The Lost Realms, 1990), nakl. Dobra, Praha, 2001 – starověká civilizace Nového světa
- Když započal čas (When Time Began, 1993), nakl. Dobra, Praha, 2002 – střídání věků, kamenné sluneční observatoře
- Kosmický kód (The Cosmic Code, 1998), nakl. Ivo Železný, Praha, 2001 – moderní věda objevuje, co staří Sumerové již dávno znali, záhady lidské DNA
- Návrat ke Genesis (Genesis Revisited, 1990), nakl. Dobra, Praha, 2001 – starodávná učení a poznatky ve světle moderní vědy a objevů
- Setkávání s bohy (Divine Encounters, 1995), nakl. Dobra, Praha, 2002 – biblický Bůh JHVH – mimozemšťan?
- Výpravy do mytické minulosti (The Earth Chronicles Expeditions, 2005), nakl. Fontána Esoteria, Přáslavice, 2005 – nové důkazy o skutečné minulosti lidstva – tisíce let stará malba ze synagogy v Dura-Europu, zobrazující anděla (božího posla) bez křídel, zato v létacím přistávacím modulu…